# 蓬萊環蛺蝶
台灣環蛺蝶（別名：埔里三線蝶）在台灣又名蓬萊環蛺蝶，是屬於蛺蝶科的一種蝴蝶，是環蛺蝶屬的一種。模式產地為台灣，亦只分佈於當地本島之低至中海拔地區。成蟲見於春至秋季，愛訪花、吸腐和吸水；幼蟲的寄主為樟科植物。目前數量尚多。

## 形態

### 幼期
終齡幼蟲的體表只有在後胸有一對明顯棘突，除此之外幾乎沒有其他明顯棘刺。後胸及腹部前段特別的胖，而腹部後段明顯較瘦長，體側在腹部前段偏下方處有幾個螢光黃綠色的斑點。蛹體色為淡褐色，並且帶有淡紫色的光澤，形態也較爲流線。

### 成蟲
雌雄斑紋相似。軀體背側黑褐色，有虹彩狀金屬光澤，腹側白色。前翅近三角形，前緣略呈弧形，外緣中央略凹入，外緣翅脈端略突出而略作鋸齒狀。後翅近圓形，外緣翅脈端略突出而略作鋸齒狀。雌蝶的翅膀外型較寬圓。
翅背面底色黑褐色，翅面有明顯的帶紋、條紋及斑點，呈泛黃之白色。前翅中室內有一白條，其末端延伸入M2室而作眉形。白色中央斑列鮮明而作弧形排列，其外側有兩條模糊的灰黃色細線紋。後翅內側與外側各有一白色帶紋，兩者間及外側帶之外側各有一不鮮明之灰黃色細線紋。翅腹面底色為紅褐色，其上於翅背面白紋相應位置亦有白紋，灰黃色細線紋則代之以淺紫色線紋。後翅翅基處沿前緣有一淺紫色紋。後翅外側白帶富個體變異。緣毛黑白相間。
雄蝶於後翅背面前緣附近具灰色性標，雌蝶則無。雄蝶前足附節癒合，被長毛，雌蝶則分節，疏被毛。

## 習性

### 幼期
以三齡幼蟲越冬。幼蟲食用寄主葉片，其寄主皆為樟科植物，包括：
- 樟屬樟樹 Cinnamomum camphora
- 木薑子屬黃肉樹 Litsea hypophaea
- 木薑子屬長葉木薑子 Litsea acuminata
- 楨楠屬紅楠 Machilus thunbergii
- 楨楠屬假長葉楠 Machilus pseudolongifolia
- 雅楠屬台楠 Phoebe thunbergii

### 成蟲
一年多代。成蝶見於3-12月。出沒於海拔0-2000米地區的常綠闊葉林。通常要有一大片樹林的環境，如臺北市裡的景美山（仙跡岩），彰化縣的八卦山臺地（清水巖）等都是鄰近都會區的淺山丘陵，仍有環境合適的樹林。開發較多的地區就不易見到。成蝶有訪花性，也會吸食腐敗物與吸水。雌蝶會選擇稍陰暗的環境產卵，光線明亮的樹林外圍或樹林的樹冠層都不是雌蝶會產卵的位置。
| - 停棲 - 吸水 - 交尾 |

## 文獻
- Oberthür, 1908; Observations sur des Lépidoptères de l'île Formose Bull. Soc. ent. Fr. 1908: 330
- Matsumura, 1908; Die Nymphaliden Japans Ent. Zs. 22 (39) : 157-158
- Eliot, 1969, An analysis of the Eurasian and Australian Neptini (Lepidoptera: Nymphalidae) Bull. Brit. Mus. nat. Hist. (Ent.) Suppl. 15: 101
- Dhungel B, Wahlberg N. 2018. Molecular systematics of the subfamily Limenitidinae (Lepidoptera: Nymphalidae) PeerJ 6:e4311 https://doi.org/10.7717/peerj.4311

## 外部連結
- 维基共享资源上的相關多媒體資源：台灣環蛺蝶
- 維基物種上的相關：台灣環蛺蝶
- Neptis taiwana - Catalogue of Life （英文）
- Neptis taiwana - funet.fi （英文）
- Neptis taiwana - The Global Lepidoptera Names Index, Natural History Museum （英文）